# Matchracing
Ett matchrace är ett lopp mellan två konkurrenter som tävlar mot varandra.

## Segling
I segling skiljer det sig bland annat från lagracing, där 2, 3 eller 4 båtar tävlar tillsammans och där deras resultat kombineras. Den mest kända tävlingen är America's Cup.

## Hästkapplöpning
I hästkapplöpning, då ofta benämnt matchlopp eller matchlöp har det historiskt sett varit en tävlingsform som använts för engångsevenemang.
Berömda matchlopp/löp inom hästkapplöpning inkluderar:
- Det fyra miles långa tävlingen i Louisville 1878, mellan den hingsten Ten Broeck och stoet Mollie McCarty som inspirerade låten Molly and Tenbrooks.
- Det kanadensiska matchloppet mellan Man o' War och Sir Barton 1920, som vanns av Man o' War.
- Seabiscuits 4-längds seger över War Admiral i Pimlico Special 1938, något som kom att kallas Match race of the Century.[3]
- Pace of the Century 1966 mellan passgångarna Bret Hanover och Cardigan Bay.
- Matchloppet mellan kallblodshästarna Månprinsen A.M. och Lannem Silje på Arena Dannero 2015.[4][5]